# Benjamin Tyler Henry
Benjamin Tyler Henry (22 de març de 1821–8 de juny de 1898) fou un armer artesà i fabricant d'armes americà. Inventà el fusell Henry, el primer rifle de repetició amb acció de palanca.

## Biografia
Henry va néixer a Claremont, Nova Hampshire el 1821. de jove va aprendre l'ofici d'armer i va entrar a la Robins & Lawrence Arms Company de Windsor, a Vermont, on va treballar amb Horace Smith i Daniel B. Wesson en un rifle conegut com a "Volitional Repeater".
El 1854, Horace Smith i Daniel B. Wesson van formar una nova companyia amb Courtlandt Palmer, i van millorar encara més el mecanisme operatiu, desenvolupant la pistola Smith & Wesson Lever i un nou cartutx: el Volcanic. La producció estava al taller d'Horace Smith a Norwich, Connecticut. Al principi utilitzant el nom "Smith & Wesson Company", el nom va ser canviat a "Volcanic Repeating Arms Company" el 1855, amb l'addició d'inversors nous, un dels quals era Oliver Winchester. "Volcanic Repeating Arms Company" va obtenir tots els drets dels dissenys de Volcanic, tant per a les versions de fusell i pistola que estaven en producció per aquell moment, com per a les municions de la companyia Smith & Wesson. Wesson va romandre com a gerent de planta durant 8 mesos abans de tornar a reunir-se amb Smith per fundar la "Smith & Wesson Revolver Company" després d'obtenir la concessió de llicències de la patent de càrrega posterior de Rollin White
Winchester va forçar la insolvència de "Volcanic Repeating Arms Company" a finals de 1856, va agafar el que li pertanyia legalment i va moure la planta a New Haven, Connecticut, on la va reorganitzar com "New Haven Arms Company" l'abril de 1857 i Henry va ser contractat com superintendent de planta. El 16 d'octubre de 1860, va obtenir una patent sobre el rifle de repetició Henry del calibre 44, que aviat va demostrar la gran vàlua del disseny de l'acció de palanca en els camps de batalla de la Guerra Civil americana, on es van utilitzar fusells Henry d'avantcàrrega i rifles com el Springfield Model 1861. Els primers fusells Henry no es van produir per a ús de l'exèrcit fins a mitjans de 1862.
El 1864, Henry es va enfadar amb el que creia que era una indemnització inadequada i va intentar que la legislatura de Connecticut li concedís la propietat de New Haven Arms. Oliver Winchester, que havia començat una fàbrica a Europa, va forçar una reestructuració i va tornar a organitzar la New Haven Arms una vegada més, ara com la Winchester Repeating Arms Company. Winchester tenia el disseny bàsic del fusell Henry completament modificat i millorat i va convertir-lo en el primer rifle de Winchester, el Model 1866, que podia disparar els mateixos cartutxos de 44 del Henry, però tenia un magatzem millorat amb l'addició d'una porta de càrrega al costat dret (inventat per l'empleat de Winchester, Nelson King) i, per primera vegada, un avantbraç de fusta.
Henry va deixar la Winchester Repeating Arms Company per aquesta disputa i va treballar com armer artesà fins a la seva mort el 1898.